# Stazione di Hizume
La stazione di Hizume (日詰駅?, Hizume-eki) è una stazione ferroviaria situata nella cittadina di Shiwa, nella prefettura di Iwate, ed è servita dalla linea principale Tōhoku della JR East.

## Linee ferroviarie
East Japan Railway Company
■ Linea principale Tōhoku

## Struttura
La stazione è costituita da un marciapiede laterale e uno a isola collegati da sovrappassaggio con tre binari passanti. La biglietteria è aperta dalle 6:55 alle 16:00 nei giorni feriali e dalle 9:00 alle 16:00 nei sabato e festivi.
| 1 | ■ Linea principale Tōhoku | per Kitakami e Ichinoseki |
| 2 | ■ Linea principale Tōhoku | binario di servizio       |
| 3 | ■ Linea principale Tōhoku | per Yahaba e Morioka      |

## Stazioni adiacenti
| «                                          | Servizio                | »                       |
| Linea principale Tōhoku                    | Linea principale Tōhoku | Linea principale Tōhoku |
| ------------------------------------------ | ----------------------- | ----------------------- |
| Ishidoriya                                 | Locale                  | Shiwachūō               |
| I rapidi "Aterui" e "Hamayuri" non fermano |                         |                         |